# Josef Gander (Politiker, 1876)
Kaspar Josef Anton Gander (* 26. Juni 1876 in Beckenried; † 19. April 1963 in Stans) war ein Schweizer Politiker. Von 1937 bis 1946 gehörte er als Vertreter der Bannalper dem Regierungsrat des Kantons Nidwalden an.

## Leben
Josef Gander wurde als Sohn des Käsehändlers (Josef) Remigi Gander und der Josefa Murer geboren. Nach der Schulzeit arbeitete er wie sein Vater als Käsehändler. Josef Gander heiratete am 11. Mai 1906 in Beckenried Anna Joller. Die Ehe blieb kinderlos. 
Josef Gander wurde 1902 (bis 1908) Kirchenrat und 1908 Gemeinderat von Beckenried. Ab 1910 war er zudem Mitglied des Armenrats.
Josef Ganders politische Laufbahn auf Kantonsebene begann 1926 mit seiner Wahl zum Ratsherr im Landrat. 1934 wurde er Mitglied der Prüfungskommission der Nidwaldner Kantonalbank. Das Volk wählte ihn an der Landsgemeinde 1937 in den Regierungsrat. Josef Gander übernahm den Vorsitz des Gemeindedepartements und der Direktion für Mass und Gewicht und wurde stellvertretender Vorsitzer (ab 1940 Vorsitzender) der Armen- und Vormundschaftsdirektion. Mitglied der Lebensmitteldirektion wurde er im Jahr 1943.